# Battaglia di Vesonzio

## Battaglia
Nella battaglia di Vesonzio (attuale Besançon, sita in Franca Contea) le minoritarie legioni, solo sei, agli ordini di Giulio Cesare in persona, sconfissero le superiori forze germaniche capeggiate dal re Ariovisto, il cui esercito stava per dilagare nel territorio celtico. La lotta cruenta e durissima si risolse a vantaggio di Cesare grazie all'intervento delle milizie di riserva. Lo stesso Ariovisto venne ferito e le sue truppe furono costrette a ripiegare al di là del Reno, sulla riva destra, che diventò il nuovo confine della Gallia romana.
Vesonzio fu una delle più antiche città della Gallia. Fu dapprima capitale della popolazione vesontina, poi, in seguito alla conquista di Cesare del 58 a.C., le venne affibbiato il nome Crisopolis e divenne una "metropoli" della regione abitata dai Sequani. Venne distrutta nelle invasioni barbariche nel V secolo d.C. e fu ricostruita come Besançon dai suoi arcivescovi e nel 1190 ottenne, dopo una lunga lotta, il titolo di città imperiale.